# 查爾方特及拉蒂默站
查爾方特及拉蒂默站（英語：Chalfont & Latimer station）是倫敦地鐵大都會線和英國全國鐵路的一個車站，屬於倫敦軌道運輸第8收費區。查爾方特及拉蒂默站位於白金漢郡的小查爾方特，服務查爾方特聖吉爾斯、查爾方特聖彼德、小查爾方特和拉蒂默村。
1889年7月8日啟用時本站的名稱為查爾方特路站，後於1915年11月1日改為現名。本站是前往切斯河谷的中轉站。
本站曾有貨運業務，但已在1966年關閉。

## 歷史

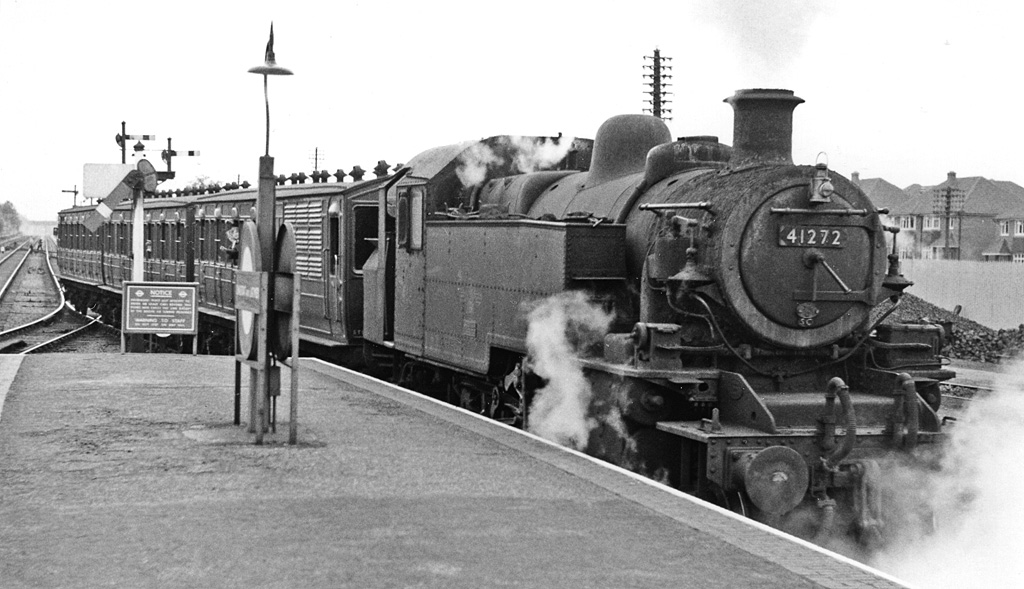
1959年正駛離本站的一列蒸汽火車

1889年，大都會鐵路由里克曼斯沃斯延伸至切舍姆，本站因而於同年7月8日啟用。1898年，大中央鐵路倫敦延伸段延長至艾爾斯伯里西北方的Quainton路站，並於該處接駁大都會鐵路。1899年3月15日，大中央鐵路開展前往倫敦馬里波恩的客運服務，並為本站提供城際鐵路服務。
1925年，大都會鐵路的電氣化路段延伸至里克曼斯沃斯站。自此由艾爾斯伯里前往倫敦的蒸汽列車會先在里克曼斯沃斯站改掛電力機車，才繼續前往倫敦。1933年7月1日，大都會鐵路公司被公有化，大都會鐵路成為倫敦地鐵大都會線，本站亦因此改由倫敦客運委員會管理。1933年，倫敦客運委員會曾計劃電氣化里克曼斯沃斯至艾爾斯伯里一段鐵路（包括本站上下行路段），但計劃隨後因二戰爆發而被延期實施，因此本站繼續由蒸汽列車服務。1960年9月12日，大都會線里克曼斯沃斯至阿默舍姆站和切舍姆站段完成電氣化，蒸汽列車亦於翌年結束服務大都會線及本站。英國鐵路公司同時取代倫敦地鐵大都會線於阿默舍姆站以北的列車服務，並改以柴油列車提供國鐵服務。
1961年6月12日起，服務大都會線的原有列車被倫敦地鐵A60與A62型列車取代。
1966年9月3日，艾爾斯伯里以北的客運業務因比欽大斧而終結，自此服務本站的國鐵列車最遠只達艾爾斯伯里。同年11月14日，本站的貨場關閉。
2010年7月31日，倫敦地鐵S8型列車開始投入大都會線的載客服務。
2010年12月12日前，大都會線切舍姆支線於非繁忙時段只由一列四卡的穿梭列車服務，來往本站和切舍姆站，並使用本站的終端式月台。繁忙時段，切舍姆支線則有兩班與主線直通運行的列車。由當日起，切舍姆支線改由八卡的S8型列車服務，所有班次亦改為與主線直通運行。
2012年9月26日，大都會線全數改由倫敦地鐵S8型列車提供載客服務。
2020年6月21日下午約9時43分，一列奇爾特恩鐵路南行列車冒進號誌，停駛後再繼續前進。列車撞毀了路軌上的號誌裝置和一組轉轍器，並衝入本站附近一段北行軌道。當時有一列大都會線列車正在本站停靠。奇爾特恩鐵路列車最終在距離大都會線列車約23米處停下，並沒有造成任何人命傷亡。鐵路事故調查小組報告認為事故主因可能是司機疲勞。
現時，奇爾特恩鐵路主要使用英國鐵路165型和168型電聯車為本站提供國鐵服務。

## 車站設計

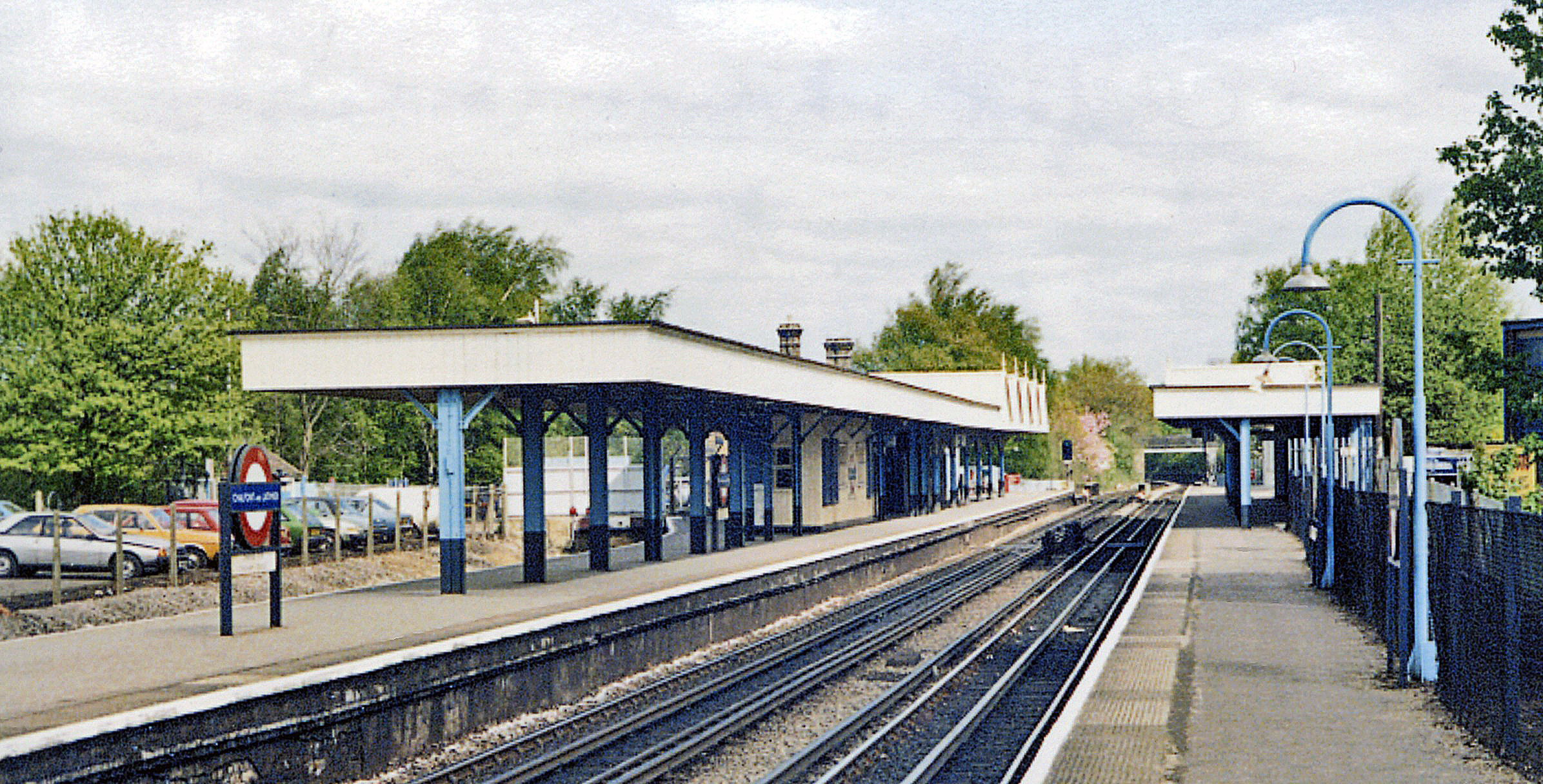
本站月台（攝於1984年）

本站設有一座終端式月台，於2010年前曾供切舍姆支線的穿梭列車使用。另外，本站亦有一對側式月台，由倫敦地鐵大都會線和國鐵列車共用。南北行月台各自設有通往車站不同入口的無障礙通道。需要使用無障礙通道的乘客需要經車站通道路入口前往北行月台、貝德福德大道入口前往南行月台。

## 列車服務
倫敦地鐵大都會線提供阿默舍姆 / 切舍姆 — 阿爾德門的列車服務。其中，大都會線於本站提供三種南行列車服務：快速 / 半快速 / 各站。快速列車不停沼澤公園至溫布利公園之間的中途站（山上哈羅站除外，部分列車不停溫布利公園）；半快速列車不停山上哈羅至溫布利公園間的中途站；各站列車則會停靠沿途各站。
於清晨時份，大都會線有一班南行列車為前往沃特福德的穿梭列車。該列車於切舍姆始發，並服務本站。該列車會於駛離里克曼斯沃斯站後途經沃特福德三角線的北曲線，前往沃特福德站。
奇爾特恩鐵路公司則提供艾爾斯伯里 — 倫敦馬里波恩的國鐵列車服務。